# 蝶海豬魚
蝶海豬魚，為輻鰭魚綱鱸形目隆頭魚亞目隆頭魚科的其中一種，分布於中西太平洋區，從印尼蘇門答臘島至聖克魯斯群島海域，棲息深度1-4公尺，體長可達12公分，棲息在水淺有遮蔽物的礁石區海域，生活習性不明。